# Ictiobus
Ictiobus is een geslacht van straalvinnige vissen uit de familie van de zuigkarpers (Catostomidae).

## Soorten
- Ictiobus bubalus (Rafinesque, 1818)
- Ictiobus cyprinellus (Valenciennes, 1844)
- Ictiobus labiosus (Meek, 1904)
- Ictiobus meridionalis (Günther, 1868)
- Ictiobus niger (Rafinesque, 1819)